# Judd Molea
Judd Molea (23 agosto 1988) è un calciatore salomonese, centrocampista dei Solomon Warriors.

## Carriera

### Club
Ha giocato nel campionato salomonese, australiano e figiano.

### Nazionale
Ha esordito con la Nazionale salomonese nel 2007.